# Krzysztof Siemion
Krzysztof Siemion   (Ratoszyn Pierwszy, 1 de febrer de 1966) és un aixecador de peses polonès, ja retirat, que va competir durant les dècades de 1980 i 1990.
Durant la seva carrera esportiva va prendre part en tres edicions dels Jocs Olímpics d'Estiu. El 1988, a Seül, va ser cinquè en la competició del pes lleuger del programa d'halterofília. Quatre anys més tard, a Barcelona, guanyà la medalla de plata en la mateixa categoria del pes lleuger, mentre el 2000, a Sydney, fou quart, novament en la categoria del pes lleuger.
En el seu palmarès també destaca una medalla de bronze al Campionat del Món d'halterofília de 1997, així com tres medalles al Campionat d'Europa d'halterofília, dues de plata, 1992 i 1993, i una de bronze, 1990. A nivell nacional, fou Campió de Polònia els anys 1989, 1990 i 1993.